# Aziz Ali al-Misri

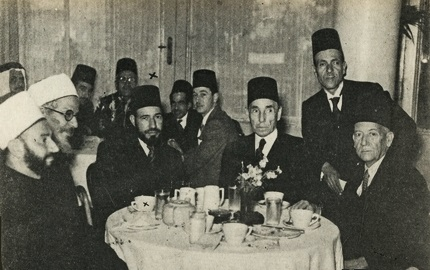
ʿAziz ʿAli al-Misri (3. v. r.) unter politischen und religiösen Persönlichkeiten bei einem Empfang im Jahre 1947.

Abd al-ʿAziz ʿAli al-Misri, bekannt als Aziz Ali al-Misri (arabisch عزيز علي المصري, DMG ʿAziz ʿAli al-Miṣri; * 1879 in Kairo; † 15. Juni 1965 in Kairo), war ein Offizier der osmanischen und ägyptischen Armee und gehörte zu den führenden gemäßigten Aktivisten der arabisch-nationalistischen Bewegung vor und während des Ersten Weltkrieges. Er war Mitgründer der Geheimgesellschaften al-Qahtaniyya und al-Ahd.

## Herkunft und Familie
Abd al-Aziz Ali al-Misri wurde 1879 in Kairo geboren. Seinen Namen erhielt er zu Ehren des osmanischen Sultans Abdülaziz. Während seiner Ausbildung auf der Militärakademie kürzte er seinen Namen auf Aziz Ali. Aziz Alis Familie war arabisch-tscherkessischer Herkunft. Sein Urgroßvater war ein Kaufmann aus Basra, der in den Kaukasus siedelte und eine Tscherkessin heiratete. Aziz Alis Vater, Scheich Ali, verließ den Kaukasus nach dem Russisch-Osmanischen Krieg (1877–1878) und lebte dann in Istanbul und später in Kairo, wo er den Beinamen al-Misri (Arabisch für ‚der Ägypter‘) erhielt.

## Leben

### Frühe Jahre
Aziz Alis Eltern verstarben früh und so wuchs er bei seiner älteren Schwester auf. Nachdem er seine Schulausbildung abgeschlossen hatte, begann er ein Jurastudium. Ein Jahr später bewarb er sich aber an der Militärakademie in Kairo, wo er wegen zu geringer Körpergröße abgelehnt wurde. 1898 ließ er sich in die Osmanischen Militärakademie in Istanbul einschreiben. Dort erhielt er 1901 seinen Abschluss und besuchte darauf bis 1904 die Osmanische Stabsakademie.

### Offizier in der Osmanischen Armee
Nach Beendigung seiner militärischen Ausbildung wurde er Stabsoffizier bei der 3. Armee in Mazedonien und war an der Bekämpfung von Briganten beteiligt. In dieser Zeit trat er dem Komitee für Einheit und Fortschritt bei. 1906 wurde er inhaftiert, weil er öffentlich seinen Kommandanten Tatar Osman Pascha beschimpft hatte. Die Jungtürkische Revolution im Jahr 1908 unterstützte er als Kommandant der Region Üsküp. Nach der Revolution war er in Smyrna stationiert, wurde aber wegen seiner brutalen Vorgehensweise gegen Revolten bald in den Balkan versetzt. An der Niederschlagung der antijungtürkischen Revolte im April 1909 in Istanbul (bekannt als Vorfall vom 31. März) war er beteiligt.
Aziz Ali beschwerte sich vergeblich bei der Führung des Komitees für Einheit und Fortschritt wegen der Ernennung seines ehemaligen Vorgesetzten und inzwischen zum Marschall beförderten Osman Pascha zum Kommandanten der 5. Armee in Damaskus, dem er antiarabische Ressentiments unterstellte. Sein hartnäckiges Verhalten führte dazu, dass er von nun unter der Beobachtung des osmanischen Sicherheitsdienstes stand.
Aus Enttäuschung über die jungtürkische Führung gründete er Ende 1909 in Istanbul zusammen mit Salim al-Jazairi, Khalil Hamada und Abd al-Hamid al-Zahrawi die Geheimgesellschaft al-Qahtaniyya (benannt nach Qahtan, dem legendären Stammvater der Araber), die sich für die Gleichberechtigung zwischen Arabern und Türken im Osmanischen Reich einsetzte. Deren Mitglieder waren zu einem großen Teil arabische Offiziere in der Osmanischen Armee. Die Aktivität der Gesellschaft erreichte 1910 ihren Höhepunkt, sie zerfiel danach, ohne sich formell aufgelöst zu haben.
Von 1910 bis 1911 war Aziz Ali Generalstabschef der osmanischen Expeditionsarmee von Izzet Pascha, die den Aufstand des Imams Yahya im Jemen bekämpfte. Der Aufstand wurde durch den Vertrag von Daan am 9. Oktober 1911 beendet. Am Zustandekommen des Vertrages hatte Aziz Ali wesentlichen Anteil.
Aziz Ali nahm als Freiwilliger am Italienisch-Türkischen Krieg teil und war Oberbefehlshaber der Region um Bengasi. Aufgrund des sich anbahnenden Krieges auf dem Balkan sah sich das Osmanische Reich gezwungen, Frieden mit Italien zu schließen, und verpflichtete sich im Frieden von Ouchy vom 18. Oktober 1912, alle osmanischen Truppen und Beamte aus den libyschen Provinzen abzuziehen. Der Oberbefehlshaber der osmanischen Truppen in der Kyrenaika, Enver Bey, entschied, den Widerstand gegen Italien fortzusetzen, verließ Libyen aber Ende 1912 und übertrug den Oberbefehl an Aziz Ali. Im Juni 1913 verließ Aziz Ali mit einem Teil seiner Armee eigenmächtig Libyen, wobei es zu einem Gefecht mit dem alliierten Senussi-Orden kam, der ihm vorwarf, er habe sich von den Italienern bestechen lassen. Der Vorfall wurde durch den osmanischen Kriegsminister und seinem ehemaligen Vorgesetzten Izzet Pascha wohlwollend geprüft und nicht weiter verfolgt.
Nach der Rückkehr aus Libyen gründete Aziz Ali zusammen mit anderen arabischen Offizieren aus der osmanischen Armee, wie beispielsweise Yasin al-Haschimi, Taha al-Haschimi und Nuri as-Saʿid, am 28. Oktober 1913 in Istanbul die Geheimgesellschaft al-Ahd (‚der Bund‘). Der Zweck der Organisation war die Umformung des Osmanischen Reiches in einen dualen Staat bestehend aus einem türkischen und einem arabischen Unterstaat.
Die Tätigkeiten von Aziz Ali bei al-Ahd waren dem osmanischen Sicherheitsdienst bekannt. Im Januar 1914 verließ Aziz Ali die Osmanische Armee, nachdem der Kriegsminister Ismail Enver ihn nach Ankara versetzen wollte, um ihn aus der Hauptstadt zu entfernen. Am 9. Februar 1914 wurde er festgenommen und unter Arrest gestellt. Da man öffentlich nicht zugeben wollte, dass eine aus osmanischen Offizieren bestehende antijungtürkische Organisation existiert, wurde Aziz Ali am 25. März wegen des Verdachts auf kriminelle Aktivitäten während seiner Dienstzeit in der Kyrenaika vor einem Militärgericht angeklagt und Mitte April zum Tode verurteilt. Aufgrund seiner Erfolge im Jemen und in Libyen besaß Aziz Ali eine hohe Reputation in der arabischen Welt. So gab es zahlreiche Proteste von arabischen Würdenträgern – insbesondere aus Ägypten – und arabischen Offizieren der osmanischen Armee gegen seine Verhaftung und Verurteilung, die auch anhielten, als das Urteil vom osmanischen Sultan auf 15 Jahre Haft umgeändert wurde. Nach Intervention der britischen Regierung wurde Aziz Ali am 21. April amnestiert und nach Ägypten ausgewiesen.

### Erster Weltkrieg
Zu Beginn des Ersten Weltkrieges nahm Aziz Ali Kontakt zu den britischen Offiziellen in Ägypten auf und schlug ihnen vergeblich vor, unter seiner Führung eine arabische Revolte im Irak und in Syrien zu organisieren.
Mit britischer Unterstützung revoltierte im Juni 1916 der Sherif von Mekka, Hussein bin Ali, gegen die osmanische Oberherrschaft im Hedschas (→ Arabische Revolte). Hussein hatte – abgesehen von seiner Leibgarde – nur unausgebildete Krieger zur Verfügung, die er von den umliegenden Stämmen rekrutierte. Um dauerhaft gegen die osmanischen Streitkräfte bestehen zu können, drängten die Briten Hussein, Aziz Ali mit der Organisation einer regulären Armee zu betrauen. Hussein war weder mit dem Plan zur Aufstellung eines regulären Heeres einverstanden, noch hielt er Aziz Ali wegen seiner jungtürkischen Vergangenheit für vertrauenswürdig. Auch Aziz Ali, der sich zwar für die Autonomie der Araber innerhalb des Osmanischen Reichs einsetzte, aber mit den Separationsbestrebungen Husseins nicht einverstanden war, hatte Vorbehalte. Auf britischen Druck hin ernannte Hussein im Oktober 1916 Aziz Ali zum Generalstabschef der Arabischen Armee. Aziz Ali begann mit der Organisation einer regulären Armee, plante später, aufgrund des Mangels an Freiwilligen, den Aufbau einer kleinen, mobilen Streitkraft, bestehend aus leichten Kamelreitern, die Guerillaaktionen ausführen sollte. Dieser Plan wurde von Hussein und seinen Söhnen abgelehnt, wurde später aber durch T. E. Lawrence aufgegriffen. Wegen mangelnder Unterstützung drohte Aziz Ali Mitte November 1916 nach Ägypten abzureisen. Ronald Storrs überzeugte Hussein, Aziz Ali die notwendigen Machtbefugnisse zu erteilen, sodass er am 14. Dezember 1916 zum Kriegsminister des Königreichs Hedschas ernannt wurde. Beim Angriff auf die osmanisch besetzte Stadt Medina am 21. Januar 1917 kam es zu einem Zwischenfall, der zur Absetzung von Aziz Ali führte. Zu den Details existieren verschiedene Versionen. So solle er beabsichtigt haben, während des Angriffes mit seinem Truppenkontingent zu den Osmanen überzulaufen, weshalb der Angriff durch Ali, Husseins ältesten Sohn, abgebrochen wurde. In einer anderen Darstellung soll Aziz Ali den Angriff abgebrochen haben, als die arabische Armee kurz davor stand, die Osmanen zu besiegen. Noch vor der offiziellen Bekanntgabe seiner Absetzung verließ er am 21. Februar 1917 den Hedschas nach Ägypten.
Aziz Ali beabsichtigte, Ägypten zu verlassen und dem Deutschen Reich seine Dienste anzubieten. Allerdings verwehrten ihm die Briten die Ausreise in die Schweiz, von wo er weiter nach Deutschland reisen wollte. Stattdessen reiste er im Januar 1918 nach Madrid. Im April 1918 nahm er Kontakt mit dem deutschen Geheimdienst und der deutschen Auslandsvertretung auf. Seinen Wünschen, im deutschen Generalstab beschäftigt zu werden oder einen Kommandoposten zu übernehmen, wurde nicht entsprochen. Aziz Ali erhielt zwar monatliche Subsidien, verblieb aber bis zum Ende des Ersten Weltkrieges ohne Funktion in Spanien.

## Zwischenkriegszeit und Zweiter Weltkrieg
Von 1927 bis 1936 war er Direktor der Polizeischule in Kairo. 1938 wurde er Generalinspektor und 1939 Generalstabschef der Ägyptischen Armee. 
Aufgrund seiner Sympathie für die Achsenmächte erwirkten die Briten im Juni 1940 seine Entlassung aus dem Militär.
Beim Versuch, im Jahr 1941 zu den Achsenmächten in Libyen überzulaufen, wurde er gefasst und interniert, aber im Jahr darauf entlassen. Er unterstützte die Bewegung Freier Offiziere bei ihrer Vorbereitung zur Revolution von 1952. Von 1953 bis 1954 war er Botschafter in Moskau.